# Danh sách video của GFriend
Đây là danh sách video của nhóm nhạc nữ Hàn Quốc GFriend.

## DVDs & Blu-ray
- GFriend - Where R U Going? (2016)[1]
- 2016 Season's Greetings[2]
- 2017 Season's Greetings[3]
- 2018 Season's Greetings[4]
- 2018 GFRIEND 1st Concert "Season of GFriend" (2018)[5]
- 2019 Season's Greetings "Be In Full Bloom"[6]
- 2018 GFRIEND 1st Concert ENCORE "Season of Gfriend" (2019)[7]
- GFriend 1st Photo Book "여자친구" (2019)[8]
- 2020 Season's Greetings[9]
- 2019 GFRIEND ASIA TOUR in Seoul Go Go GFRIEND! (2020)[10]
- GFriend 2nd Photo Book "CHOICE" (2020)[11][12]
- 2021 Season's Greetings[13]

## Chương trình truyền hình
| Năm  | Tên                         | Kênh        | Thành viên   | Ngày phát sóng           | Ghi chú     |
| ---- | --------------------------- | ----------- | ------------ | ------------------------ | ----------- |
| 2015 | GFriend! Look After Our Dog | skyPetpark  | Tất cả       | 14 tháng 4 – 30 tháng 6  |             |
| 2015 | One Fine Day                | MBC Music   | Tất cả       | 17 tháng 11 – 8 tháng 12 |             |
| 2015 | Show! Music Core            | MBC         | SinB         | 21 tháng 3               | MC đặc biệt |
| 2016 | The Show Season 5           | SBS MTV     | Yerin        | 26 tháng 1 – 6 tháng 9   | MC          |
| 2016 | My Little Television        | MBC         | Sowon, Yerin | 20, 27 tháng 2           |             |
| 2016 | The Show Season 5           | SBS MTV     | SinB         | 23 tháng 2               | MC đặc biệt |
| 2016 | Weekly Idol                 | MBC Every1  | SinB         | 4 tháng 5 – 17 tháng 8   |             |
| 2016 | Inkigayo                    | SBS         | Sowon, Yuju  | 26 tháng 6               | MC đặc biệt |
| 2016 | Mamamoo x GFriend Showtime  | MBC Every1  | Tất cả       | 7 tháng 7 – 25 tháng 8   |             |
| 2016 | Show! Music Core            | MBC         | SinB         | 16 tháng 7               | MC đặc biệt |
| 2016 | The Show Season 5           | SBS MTV     | Eunha        | 6 tháng 9                | MC đặc biệt |
| 2016 | GFriend Loves Europe        | skyTravel   | Tất cả       | 5 tháng 11 – 24 tháng 12 |             |
| 2016 | Entertainment Weekly        | KBS2        | SinB         | 17 tháng 12              |             |
| 2017 | Entertainment Weekly        | KBS2        | Yerin        | 21 tháng 1               |             |
| 2017 | Entertainment Weekly        | KBS2        | Umji         | 8 tháng 4                |             |
| 2017 | The Show Season 5           | SBS MTV     | Yerin, Eunha | 8 tháng 8                | MC đặc biệt |
| 2017 | Law of the Jungle in Komodo | SBS         | Yerin        | 18 tháng 8 – 15 tháng 9  |             |
| 2017 | The Friends in Adriatic Sea | K-STAR      | Tất cả       | 6 tháng 12 – 27 tháng 12 |             |
| 2018 | The Friends in Adriatic Sea | K-STAR      | Tất cả       | 3 tháng 1                |             |
| 2018 | Yogobara                    | SBS MTV     | Umji         | 29 tháng 7 – 30 tháng 9  | MC          |
| 2018 | Look At Me                  | MBC Every1  | Sowon        | 26 tháng 9 – 31 tháng 10 | MC          |
| 2018 | School Attack 2018          | SBS funE    | Yerin        | 22 tháng 10              | MC          |
| 2018 | Under Nineteen              | MBC         | Yerin        | 29 tháng 12              | MC          |
| 2019 | Look At Me                  | MBC Every 1 | Sowon        | 22 tháng 1 – 15 tháng 5  | MC          |
| 2019 | Trend With Me               | KBS Joy     | Sowon        | 26 tháng 6 – 31 tháng 7  | MC          |

## Chương trình trực tuyến
| Năm  | Tên chương trình                      | Kênh                     | Ghi chú                                      | Nguồn  |
| ---- | ------------------------------------- | ------------------------ | -------------------------------------------- | ------ |
| 2016 | GFriend - Where R U Going?!           | iMBC, V Live, MBCkpop    | Ghi hình tại Jeju, Hàn Quốc, 7 tập           | [ 14 ] |
| 2019 | GFriend Summer Vacation in Okinawa    | U-NEXT                   | Ghi hình tại Okinawa, Nhật Bản, 10 tập       | [ 15 ] |
| 2020 | GFriend's Memoria                     | Weverse, V Live, YouTube | Mùa 1 ghi hình tại Chuncheon, 4 tập          | [ 16 ] |
| 2020 | GFriend's Memoria Season 2            | Weverse, V Live, YouTube | Ghi hình tại YangYang Gaenmaeul Beach, 6 tập | [ 17 ] |
| 2020 | GFriend's Memoria <One Half #1>       | Weverse, V Live, YouTube | 3 tập                                        | [ 18 ] |
| 2020 | GFriend's Memoria Season 3            | Weverse, V Live, YouTube | Ghi hình tại Gapyeong Hanok Village, 7 tập   | [ 19 ] |
| 2020 | GFriend's Memoria Season 4            | Weverse, V Live, YouTube | 3 tập                                        | [ 20 ] |
| 2021 | GFriend's Memoria - New Year's Party  | Weverse, V Live, YouTube | 2 tập                                        | [ 21 ] |
| 2021 | GFriend's Memoria - The Cooking Show  | Weverse, V Live, YouTube | 2 tập                                        | [ 22 ] |
| 2021 | GFriend's Memoria - Detective GFriend | Weverse, V Live, YouTube | 2 tập                                        | [ 23 ] |
| 2021 | GFriend's Memoria - Talk Show         | Weverse, V Live, YouTube | 2 tập                                        | [ 24 ] |
| 2021 | GFriend's Memoria - Home Together     | Weverse, V Live, YouTube | 3 tập                                        | [ 25 ] |
| 2021 | GFriend's Memoria - Game Friend       | Weverse, V Live, YouTube | 2 tập                                        | [ 26 ] |

## Video âm nhạc
| Tên                                                      | Năm  | Đạo diễn               | Nguồn  |
| -------------------------------------------------------- | ---- | ---------------------- | ------ |
| "Glass Bead" (유리구슬)                                  | 2015 | Hong Won-ki (Zanybros) | [ 27 ] |
| "Me Gustas Tu" (오늘부터 우리는)                         | 2015 | Hong Won-ki (Zanybros) | —      |
| "Rough" (시간을 달려서)                                  | 2016 | Hong Won-ki (Zanybros) | [ 28 ] |
| "Wave" (파도)                                            | 2016 | Hong Won-ki (Zanybros) | [ 29 ] |
| "Navillera" (너 그리고 나)                               | 2016 | Oui Kim (GDW)          | [ 30 ] |
| "Fingertip"                                              | 2017 | Hong Won-ki (Zanybros) | [ 31 ] |
| "Love Whisper" (귀를 기울이면)                           | 2017 | Hong Won-ki (Zanybros) | [ 32 ] |
| "Summer Rain" (여름비)                                   | 2017 | Hong Won-ki (Zanybros) | [ 33 ] |
| "Time for the Moon Night" (밤)                           | 2018 | Edie Ko                | [ 34 ] |
| "Me Gustas Tu" (今日から私たちは) (phiên bản tiếng Nhật) | 2018 | Hong Won-ki (Zanybros) | —      |
| "Sunny Summer" (여름여름해)                              | 2018 | Edie Ko                | [ 35 ] |
| "Memoria"                                                | 2018 | Hong Won-ki (Zanybros) | [ 36 ] |
| "Sunrise" (해야)                                         | 2019 | Vikings League         | [ 37 ] |
| "Sunrise" (phiên bản tiếng Nhật)                         | 2019 | Vikings League         | [ 37 ] |
| "Flower"                                                 | 2019 | Hong Won-ki (Zanybros) | —      |
| "Fever" (열대야)                                         | 2019 | Hong Won-ki (Zanybros) | [ 38 ] |
| "Fallin' Light" (天使の梯子)                             | 2019 | Zanybros               | [ 39 ] |
| "Crossroads" (교차로)                                    | 2020 | Edie Ko                | [ 40 ] |
| "Apple"                                                  | 2020 | Guzza (Lumpens)        | [ 41 ] |
| "Mago"                                                   | 2020 | Guzza (Lumpens)        | [ 42 ] |